# Ніколь Ягерман
Ніколь Ягерман (нід. Nicole Jagerman; нар. 23 липня 1967) — колишня нідерландська тенісистка.
Найвищу одиночну позицію світового рейтингу — 43 місце досягла 14 травня 1990, парну — 22 місце — 10 жовтня, 1994 року.
Здобула 2 парні титули.
Найвищим досягненням на турнірах Великого шолома було 4 коло в одиночному розряді.

## Фінали за кар'єру

### Парний розряд (2–3)
| Результат | W-L | Дата     | Турнір                        | Покриття | Партнерка       | Суперниці                        | Рахунок              |
| --------- | --- | -------- | ----------------------------- | -------- | --------------- | -------------------------------- | -------------------- |
| Перемога  | 1–0 | Лип 1986 | Перуджа, Італія               | Ґрунт    | Карін Баккум    | Чілла Бартош-Черепі Емі Голтон   | 6–4, 6–4             |
| Поразка   | 1–1 | Гру 1986 | Буенос-Айрес, Аргентина       | Ґрунт    | Манон Боллеграф | Лорі Макніл Мерседес Пас         | 1–6, 6–2, 1–6        |
| Поразка   | 1–2 | Лип 1990 | Swedish Open, Швеція          | Ґрунт    | Карін Баккум    | Мерседес Пас Тіна Шоєр-Ларсен    | 3–6, 7–6(12–10), 2–6 |
| Поразка   | 1–3 | Лип 1990 | Estoril Open 1990, Португалія | Ґрунт    | Карін Баккум    | Сандра Чеккіні Патрісія Тарабіні | 6–1, 2–6, 3–6        |
| Перемога  | 2–3 | Лип 1991 | Gastein Ladies, Австрія       | Ґрунт    | Беттіна Фулько  | Сандра Чеккіні Патрісія Тарабіні | 7–5, 6–4             |

## Фінали ITF

### Фінали в одиночному розряді: (0-3)
| Турніри $100,000 |
| Турніри $75,000  |
| Турніри $50,000  |
| Турніри $25,000  |
| Турніри $10,000  |

| Результат | Ранг | Дата              | Турнір                            | Покриття | Суперниця       | Рахунок       |
| Поразка   | 1.   | 9 вересня 1985    | Валенсія, Іспанія                 | Ґрунт    | Карін Баккум    | 3–6, 3–6      |
| Поразка   | 2.   | 11 листопада 1985 | Лондон, Велика Британія           | Тверде   | Сесілія Дальман | 6–2, 4–6, 1–6 |
| Поразка   | 3.   | 25 листопада 1985 | Телфорд (Англія), Велика Британія | Тверде   | Клаудія Порвік  | 3–6, 4–6      |

### Фінали в парному розряді: (4-2)
| Результат | No | Дата              | Турнір                            | Покриття | Партнерка       | Суперниці                              | Рахунок       |
| Перемога  | 1. | 16 вересня 1985   | Майорка, Іспанія                  | Ґрунт    | Карін Баккум    | Ніноска Соуто Інмакулада Варас         | 6–4, 6–0      |
| Поразка   | 2. | 25 листопада 1985 | Телфорд (Англія), Велика Британія | Тверде   | Белінда Борнео  | Кеті Масо Сьюзен Пендо                 | 6–4, 3–6, 2–6 |
| Перемога  | 3. | 12 травня 1986    | Лі-он-зе-Солент, Велика Британія  | Ґрунт    | Карін Баккум    | Емманюель Дерлі Геллас Тер Ріт         | 7–6, 3–6, 6–1 |
| Перемога  | 4. | 9 червня 1986     | Ліон, Франція                     | Ґрунт    | Сімоне Шилдер   | Дениса Крайчовичова Река Сіксаї        | 7–5, 6–4      |
| Перемога  | 5. | 14 липня 1986     | Ландскруна, Швеція                | Ґрунт    | Карін Баккум    | Манон Боллеграф Маріанне ван дер Торре | 4–6, 6–2, 6–2 |
| Поразка   | 6. | 10 листопада 1986 | Сан-Паулу, Бразилія               | Тверде   | Манон Боллеграф | Ніжі Діас Патрісія Медрадо             | w/o           |